# Budel-Schoot
Budel-Schoot est un village situé dans la commune néerlandaise de Cranendonck, dans la province du Brabant-Septentrional. Le 1er janvier 2007, le village comptait 2 180 habitants.